# Monstre de Fouke
Le Monstre de Fouke est le nom donné à une créature légendaire qui aurait été observée près de Fouke dans l'Arkansas. La créature est décrite comme similaire à Bigfoot.

## Témoignages
Le premier mai 1971, le monstre suscite des remous pour la première fois en attaquant Bobby Ford et son épouse Elizabeth dans la nuit. Elizabeth Ford, qui dormait sur le canapé, est soudainement réveillée par une créature terrifiante qui tente de pénétrer dans la maison par la fenêtre partiellement ouverte. Mais le monstre est finalement mis en fuite par Bobby Ford et son frère Don. Cette nuit-là, la créature revient plus tard pour se venger. Bobby est attaqué par la créature humanoïde qui le jette brutalement au sol. Après que le monstre a disparu, l'homme sévèrement traumatisé par l'attaque et blessé au dos est soigné dans un hôpital à Texarkana. Les Ford affirment qu'ils auraient tiré sur la créature et l'auraient touchée à plusieurs reprises, mais sans aucun effet. Dans la foulée, on relève de très grandes empreintes, possédant trois orteils, ainsi que des griffures sur des objets, probablement causées par le monstre. Selon les dires des témoins, le monstre possèderait des yeux rouges et aurait l’apparence d'un singe bipède fortement poilu.

## La naissance d'une légende
Le cas est rapporté par le journaliste Jim Powell qui surnome la créature le « Monstre de Fouke » (en anglais : Fouke Monster) à la créature. Les mois suivants, le monstre est aperçu par beaucoup d'autres témoins qui le décrivent comme étant un être ressemblant au Bigfoot, à savoir un singe géant et bipède dégageant une forte odeur. La couverture médiatique attire l'intérêt de chasseurs et de touristes, qui viennent en masse chasser le monstre, pour lequel une prime de $ 1,090.00 est offerte. Le monstre devient tellement célèbre qu'il inspire, en 1973, le film d'horreur The Legend of Boggy Creek . Le succès financier de cette œuvre entraîne la production de deux autres films similaires, Return to Boggy Creek et The Barbaric Beast of Boggy Creek. Après les années 1970, la créature humanoïde apparaît sporadiquement. En 1991, le monstre est vu sautant d'un pont. Dans les années 1997 et 1998 le monstre est aperçu une quarantaine de fois.

## Recherche
Le scientifique Dr Frank Schambagh s'occupait des empreintes prétendument laissées par le monstre. Il est arrivé à la conclusion que les empreintes étaient probablement contrefaites parce que tous les primates qui ont existé possèderaient toujours des pieds à cinq orteil et jamais à trois. Le Dr Schambagh rejette l'affirmation que le monstre soit nocturne parce que les primates seraient tous diurnes. Pour l'instant on ne peut trouver aucune autre preuve que les empreintes déjà mentionnées.